# Slurfke

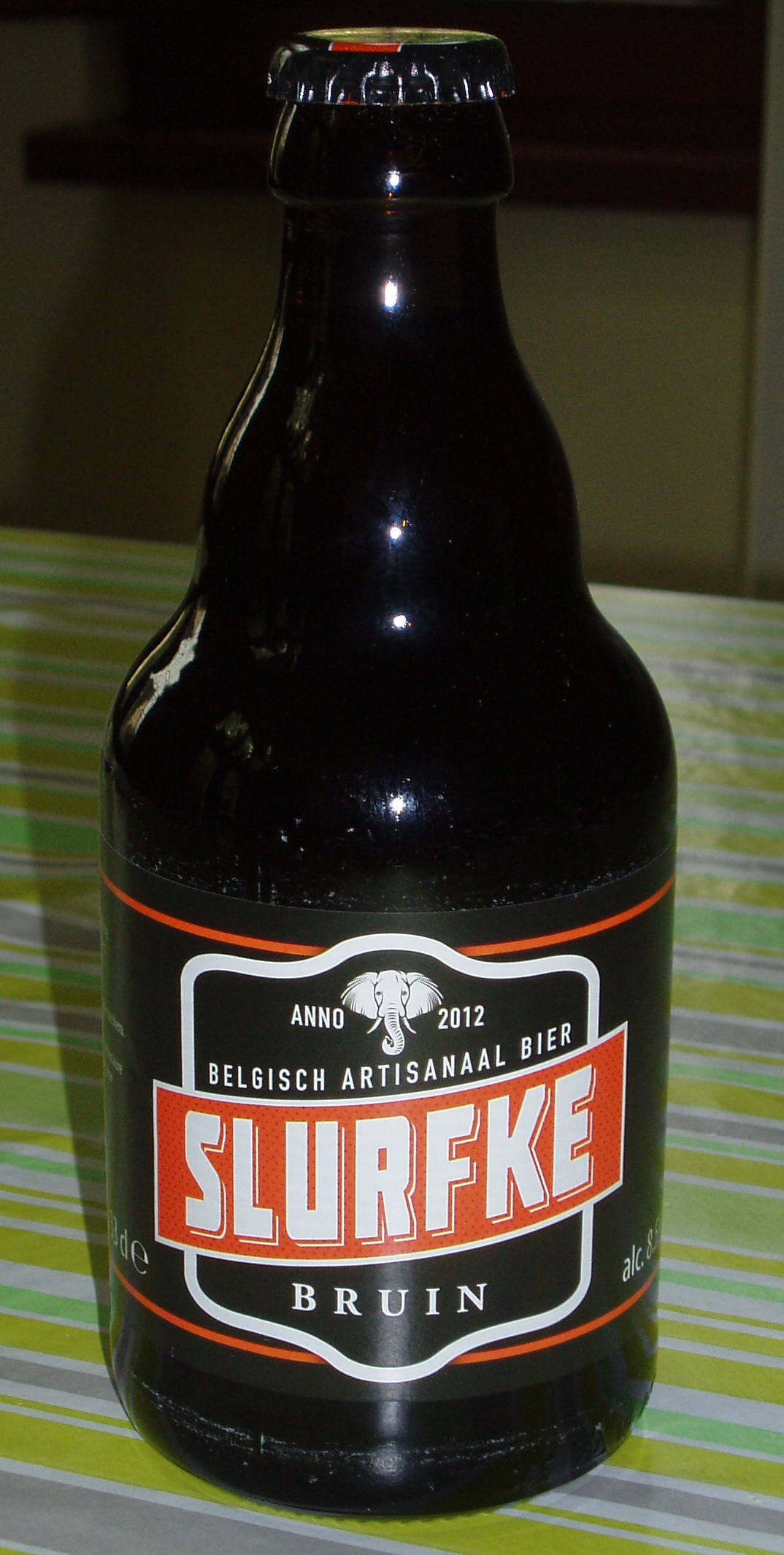
Een fles Slurfke Bruin

Slurfke is een Belgisch biermerk dat oorspronkelijk fictief was. Het werd in de Vlaamse soapserie Thuis gebrouwen door het personage Eddy Van Noteghem. Door de groeiende belangstelling bracht Kasteel Brouwerij Van Honsebrouck in samenwerking met VRT het bier in 2015 op de markt. Het is verkrijgbaar in drie varianten: Bruin (dubbel bier met 8,5% alcohol), Blond (lichtblond bier met 7% alcohol) en Wit (tarwebier met 4,8% alcohol)

## Slurfke inThuis
Slurfke werd in 2012 geïntroduceerd in de Vlaamse soapserie Thuis. In de verhaallijn vindt het personage Eddy een oud bierrecept van zijn grootvader en besluit op basis hiervan een bier te brouwen. De naam "Slurfke" werd bedacht door Nancy, de vrouw van Eddy, die deze koosnaam voor hem gebruikte. Het bier werd in de serie gebrouwen door de personages Eddy, Waldek en Frank, die daarbij gebruikmaken van een oude brouwketel die binnen de familie was doorgegeven.
De eerste brouwpogingen ontvingen al snel positieve reacties van de dorpsgemeenschap en Slurfke groeide uit tot een geliefd product. Ondanks het succes ontstonden er spanningen, zoals over het etiket, vooral omdat Eddy erop stond dat zijn gezicht erop zou verschijnen, wat leidde tot irritatie bij de anderen.
In de serie werd Slurfke een succes in bed-and-breakfast Zus & Zo en café Frens. Eddy overtuigde Frank en Waldek om het bier te commercialiseren, maar hij loog over de accijnzen, die hij probeerde te ontduiken. De daaropvolgende conflicten leidden ertoe dat de eigenaren besloten de brouwerij, inclusief het merk Slurfke, te verkopen. In 2015 werd het merk door personages Luc en Peter gekocht. Nancy beschouwde de terugkoop van Slurfke als een kans voor Eddy om opnieuw als brouwer aan de slag te gaan en deelde dit met hem. Peter maakte echter duidelijk dat er andere plannen waren voor Slurfke, wat Eddy teleurstelde.

## Defictionalisering
De belangstelling van de kijkers van Thuis voor het fictieve bier leidde ertoe dat zij regelmatig aan de makers van de serie vroegen of het bier ook in de werkelijkheid verkrijgbaar was. Deze belangstelling resulteerde in een proces van defictionalisering. Kasteel Brouwerij Van Honsebrouck, reeds sponsor van de VRT met zichtbaarheid van haar bieren in de serie, werd door de VRT benaderd voor de productie van Slurfke. De brouwerij reageerde positief vanwege de potentiële commerciële voordelen. In 2015 begon de brouwerij met de productie van Slurfke. Aangezien het fictieve familierecept niet kon worden gebruikt, ontwikkelde Van Honsebrouck een nieuw recept voor het bier.
Het resulterende Slurfke Bruin is een donker dubbel bier met een alcoholpercentage van 8,5%. Het bier wordt gekenmerkt door aroma's van karamel, koffie, banaan en vanille. Het product werd succesvol op de markt gebracht, met een verkoop van meer dan 1.154.500 exemplaren. Naar aanleiding van dit succes werden in 2019 twee nieuwe varianten geïntroduceerd: Slurfke Blond en Slurfke Wit. Slurfke Blond is een lichtblond bier met een alcoholpercentage van 7% en een subtiele citrussmaak. Slurfke Wit, met een alcoholpercentage van 4,8%, is gebrouwen met tarwe en tarwemout en bevat smaken van koriander, gember en citrus.